# 萨谢
萨谢（法語：Saché，法語發音：[saʃe] ⓘ）是法国安德尔-卢瓦尔省的一个市镇，位于该省西南部，属于希农区。

## 地理
萨谢（47°14'49"N, 0°32'35"E）面积28.29 平方千米，位于法国中央-卢瓦尔河谷大区安德尔-卢瓦尔省，该省份为法国中西部省份，北起萨尔特省、东北接卢瓦-谢尔省，东南接安德尔省，南至维埃纳省，西临曼恩-卢瓦尔省。
与萨谢接壤的市镇（或旧市镇、城区）包括：阿宰勒里多、谢耶、德吕、讷伊、蓬德吕昂、蒂卢兹、维莱讷莱罗谢。

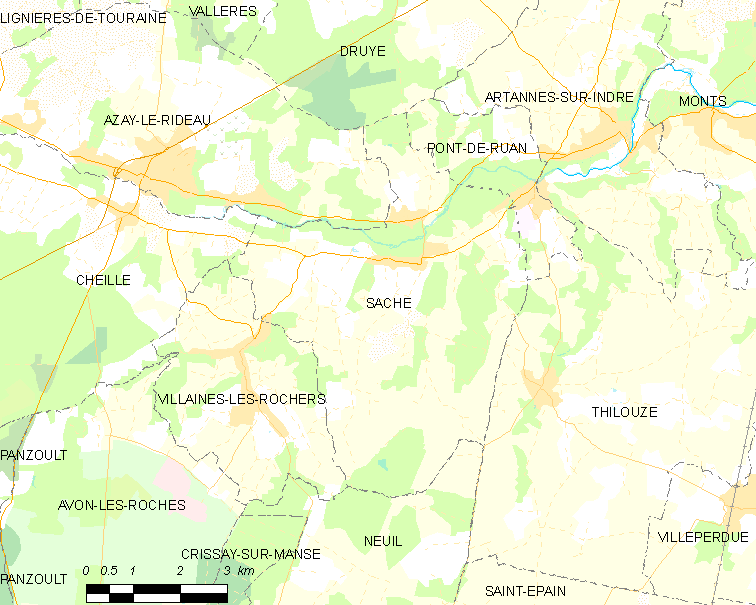
萨谢的OSM定位图

萨谢的时区为UTC+01:00、UTC+02:00（夏令时）。

## 行政
萨谢的邮政编码为37190，INSEE市镇编码为37205。

## 政治
萨谢所属的省级选区为希农县。

## 人口

1962-2008年间萨谢人口变化图示

萨谢于2022年1月1日时的人口数量为1405人。